# Awoingt
Awoingt ist eine französische Gemeinde mit 773 Einwohnern (Stand 1. Januar 2022) im Département Nord in der Region Hauts-de-France. Sie gehört zum Arrondissement Cambrai und zur Communauté d’agglomération de Cambrai.

## Geografie
Die Gemeinde liegt unmittelbar südöstlich der Stadt Cambrai auf dem flachen niedrigen Plateau zwischen den Flusstälern von Schelde und Oise. Im Südwesten reicht das Gemeindegebiet bis an den Flugplatz Cambrai-Niergnies (Aérodrome de Cambrai-Niergnies). Nachbargemeinden sind Cauroir im Norden, Estourmel im Osten, Wambaix im Südosten, Séranvillers-Forenville im Süden, Niergnies im Südwesten sowie Cambrai im Westen und Nordwesten.

## Toponymie
Ab dem 11. Jahrhundert tauchte Awoingt in verschiedenen Schreibweisen auf: Auwaing, Auvaing, Awaing, Oen, Oeng, Awin, Avaing, Avayn und Auvin. Man nimmt an, dass sich die Vorsilbe Av / Aw / Au / Auwe auf eau (=Wasser) bezieht. Eine andere Theorie deutet den Namensursprung mit der Häufigkeit der Personennamen Avo, Awo und Owo im 8. und 9. Jahrhundert.

## Bevölkerungsentwicklung
| Jahr                       | 1962 | 1968 | 1975 | 1982 | 1990 | 1999 | 2006 | 2012 | 2021 |
| Einwohner                  | 374  | 353  | 391  | 447  | 524  | 552  | 535  | 857  | 790  |
| Quellen: Cassini und INSEE |      |      |      |      |      |      |      |      |      |

## Sehenswürdigkeiten
- Kirche St. Martin
- Kapelle
- Wasserturm
- Britischer Soldatenfriedhof

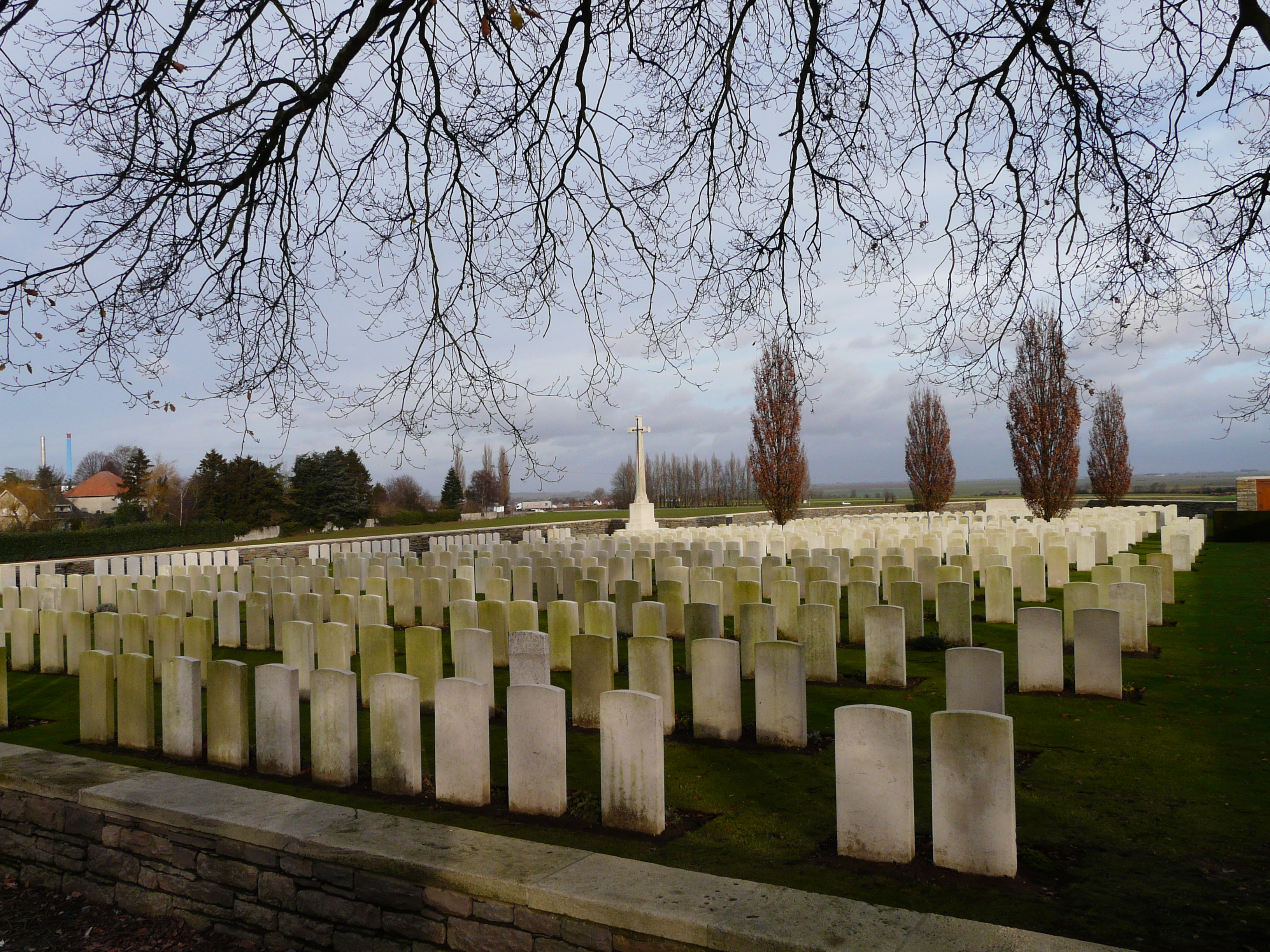
Soldatenfriedhof der CWGC
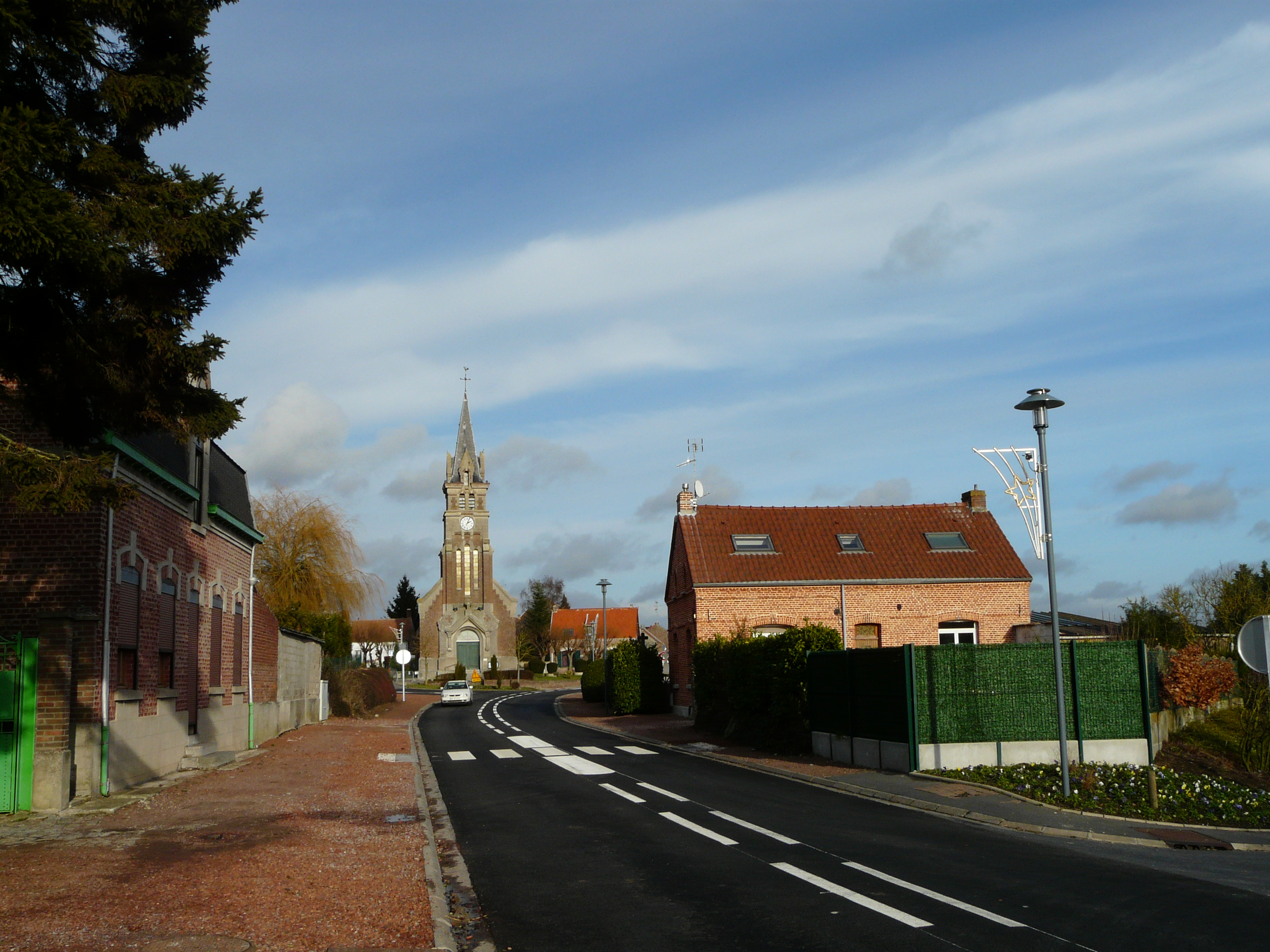
Rue Pasteur mit Blick Richtung Kirche St. Martin
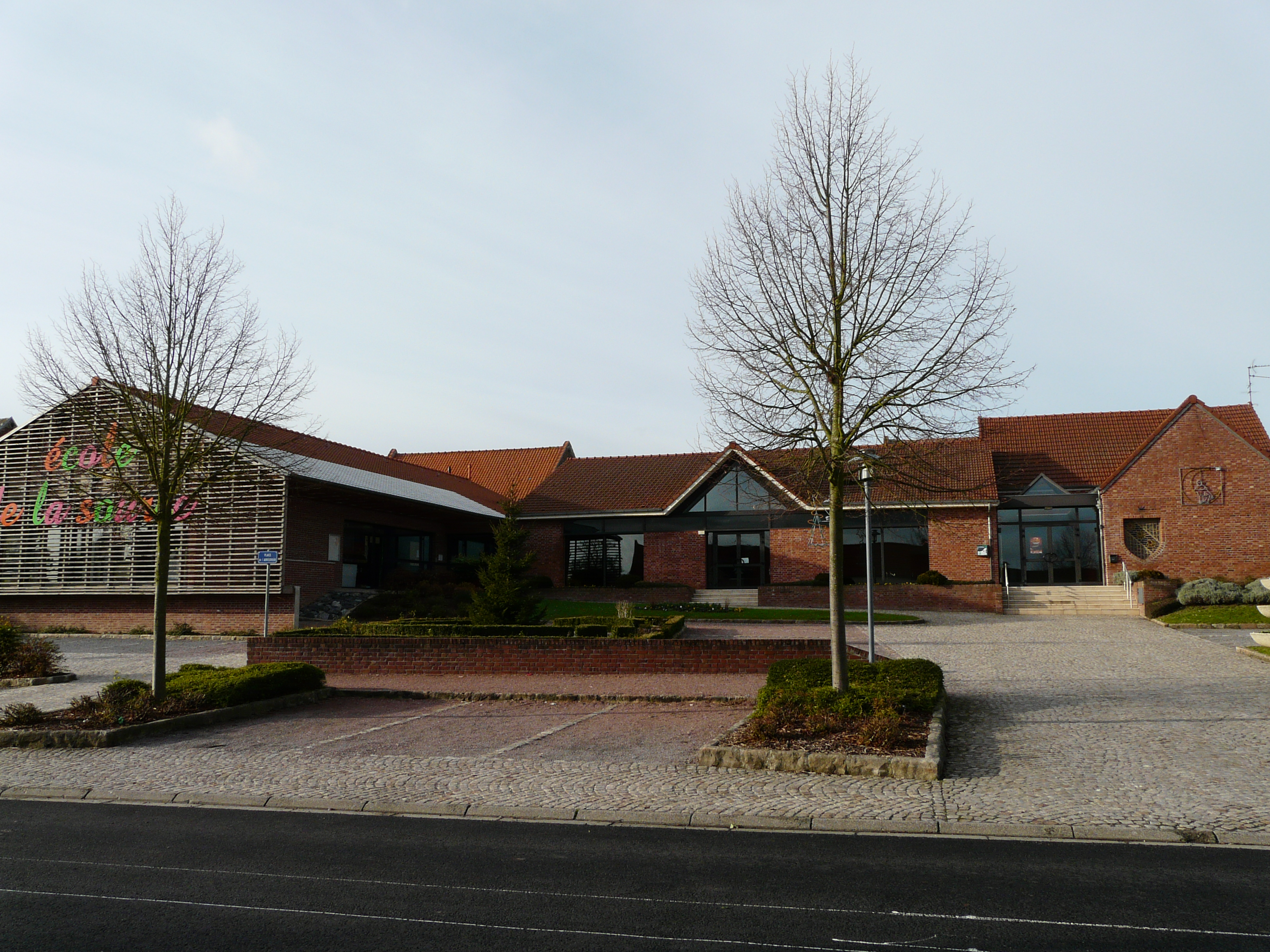
Mairie und Schule Awoingt

## Wirtschaft und Infrastruktur
In der Gemeinde sind sechs Landwirtschaftsbetriebe ansässig (Getreideanbau, Geflügelzucht).
Durch die Gemeinde Awoingt führen die Bahnstrecke Busigny-Somain (Ligne de Busigny à Somain) und die D 643 (ehemalige N 43).

## Belege
1. ↑  Louis Boniface : Étude sur la signification des noms topographiques de l’arrondissement de Cambrai, Valenciennes, Impr. Louis Henry, 1866, S. 34
2. ↑  Landwirtschaftsbetriebe auf annuaire-mairie.fr (französisch)